# Crucifix de San Frediano
Le Crucifix de San Frediano est un  crucifix peint  en  tempera et or sur bois, réalisé vers 1150,  conservé dans l'Église San Frediano à Pise.

## Histoire
Repeint quelques années après sa réalisation il a retrouvé son aspect originel en 1972

## Description
Le Crucifix de église San Frediano  respecte les conventions du Christus triumphans, Christ mort mais triomphant sur la croix, issue de l'iconographie religieuse gothique médiévale  occidentale (qui sera à son tour remplacé, par le Christus patiens, résigné à la mode byzantine de Giunta Pisano et ensuite, à la pré-Renaissance, par le  Christus dolens des primitifs italiens). 
Attributs du Christus triumphans montrant la posture d'un Christ vivant détaché des souffrances de la Croix :
- Tête relevée (quelquefois tournée vers le ciel), ici très auréolée,
- yeux ouverts,
- corps droit,
- du sang peut s'écouler des plaies (ici légèrement).

Le crucifix conserve les scènes annexes des extrémités horizontales de la croix(tabelloni) ; celle du haut, surmontant le texte du titulus affiche une Cène est prolongé en clipeus vers le haut.
Les six scènes qui entourent les flancs du Christ, représentent des scènes de la Passion.
Le corps du Christ ne subit pas encore le déhanchement  caractéristique des œuvres postérieures du Christus patiens et plus tard du Christus dolens.